# Islands in the Stream (film)
Islands in the Stream is een Amerikaanse dramafilm uit 1977 onder regie van Franklin J. Schaffner. Het scenario is gebaseerd op de gelijknamige roman uit 1970 van Ernest Hemingway.

## Verhaal
Thomas Hudson is een beeldhouwer die al jaren in afzondering op de Bahama's woont. Bij het uitbreken van de Tweede Wereldoorlog krijgt hij bezoek van zijn drie zoons.

## Rolverdeling
| Acteur               | Personage        |
| -------------------- | ---------------- |
| George C. Scott      | Thomas Hudson    |
| David Hemmings       | Eddy             |
| Gilbert Roland       | Kapitein Ralph   |
| Hart Bochner         | Tom              |
| Susan Tyrrell        | Lil              |
| Richard Evans        | Willy            |
| Claire Bloom         | Audrey           |
| Julius Harris        | Joseph           |
| Brad Savage          | Andrew           |
| Michael-James Wixted | David            |
| Hildy Brooks         | Helga Ziegner    |
| Jessica Rains        | Andrea           |
| Walter Friedel       | Mijnheer Ziegner |
| Charles Lampkin      | Constable        |